# Jordin Sparks
Jordin Sparks có tên đầy đủ là Jordin Brianna Sparks (sinh ngày 22 tháng 12 năm 1989 tại Phoenix, Arizona, Mỹ) là một nữ ca sĩ nhạc pop người Mỹ. Vào ngày 23 tháng 5 năm 2007, cô trở thành người chiến thắng của cuộc thi âm nhạc American Idol lần thứ 6 khi mới 17 tuổi và trở thành thí sinh trẻ tuổi nhất đăng quang trong lịch sử cuộc thi.
Sau khi cuộc thi kết thúc, Jordin Sparks đã tham gia nhiều chương trình truyền hình cũng như xuất hiện trên nhiều trang bìa tạp chí. Từ ngày 6 tháng 7 đến ngày 23 tháng 9 năm 2007, Jordin tham gia chuyến lưu diễn American Idol cùng với các thí sinh lọt vào top 10 của cuộc thi. Năm 2007, bài hát This Is My Now dành cho người thắng cuộc của American Idol đã được cô thể hiện thành công. Gần đây nhất, ca khúc Tattoo do Jordin thể hiện đã giành được nhiều thứ hạng cao trên các bảng xếp hạng âm nhạc.

## Thành tích

### Bảng xếp hạng Billboard cuối năm 2008
| Bảng xếp hạng                          | Cho                | Vị trí |
| -------------------------------------- | ------------------ | ------ |
| Best New Artist                        | Jordin Sparks      | 2      |
| Billboard 200 Album Artist of the Year | Jordin Sparks      | 30     |
| Top Artist of the Year                 | Jordin Sparks      | 8      |
| Mainstream Top 40 Artist of the Year   | Jordin Sparks      | 4      |
| Pop Artist of the Year                 | Jordin Sparks      | 5      |
| Female Artist of the Year              | Jordin Sparks      | 6      |
| Hot 100 Artist of the Year - Female    | Jordin Sparks      | 5      |
| Billboard 200                          | Jordin Sparks      | 35     |
| Hot 100                                | No Air             | 6      |
| Hot Digital Songs                      | No Air             | 8      |
| Pop 100                                | No Air             | 5      |
| Mainstream Top 40                      | No Air             | 7      |
| Hot R&B/Hip Hop Songs                  | No Air             | 43     |
| Rhythmic Top 40                        | No Air             | 26     |
| Hot 100                                | Tattoo             | 30     |
| Hot Adult Contemporary Song            | No Air             | 12     |
| Hot 100                                | One Step at a Time | 61     |

### Giải thưởng và đề cử
| Năm  | Giải thưởng            | Hạng mục                                                  | Kết quả     |
| ---- | ---------------------- | --------------------------------------------------------- | ----------- |
| 2007 | Teen Choice Awards     | Choice Female Reality/Variety Star                        | Đề cử       |
| 2008 | NAACP Image Awards     | Outstanding New Artist                                    | Chiến thắng |
| 2008 | BET Awards             | Viewers Choice Award for "No Air"                         | Đề cử       |
| 2008 | BET Awards             | Heartbreak Video for "No Air"                             | Chiến thắng |
| 2008 | BET Awards             | CoverGirl & Olay Beautiful Face Award                     | Chiến thắng |
| 2008 | Teen Choice Awards     | Breakout Star                                             | Đề cử       |
| 2008 | Teen Choice Awards     | Hook-Up for "No Air"                                      | Chiến thắng |
| 2008 | Teen Choice Awards     | Love Song for "No Air"                                    | Đề cử       |
| 2008 | MTV Video Music Awards | Best Female Video                                         | Đề cử       |
| 2008 | MTV Video Music Awards | Best New Artist                                           | Đề cử       |
| 2008 | American Music Awards  | Best Adult Contemporary Artist                            | Chiến thắng |
| 2009 | People's Choice Awards | Best Pop Song for "No Air"                                | Đề cử       |
| 2009 | People's Choice Awards | Best Combined Forces Song for "No Air"                    | Chiến thắng |
| 2009 | Grammy Awards          | Best Pop Collaboration with Vocals for "No Air"           | Đề cử       |
| 2009 | NAACP Image Awards     | Outstanding Duo, Group, or Collaboration with Chris Brown | Đề cử       |
| 2009 | MTV Australia Awards   | Best Collaboration for "No Air"                           | Đề cử       |